# TNT Sports
TNT Sports (ранее BT Sport) — группа спортивных каналов в Великобритании и Ирландии, запущенная британской телекоммуникационной компанией летом 2013 года.
TNT Sports имеет права на трансляцию Английской Премьер-лиги, Бундеслиги, Французской Лиги 1, Шотландского Премьершипа, Кубка Англии по футболу и Национальной лиги.
Начиная с сезона 2015/16 TNT Sports владеет эксклюзивными правами на трансляцию Лиги чемпионов и Лиги Европы в Великобритании.

## Каналы
- TNT Sports 1
- TNT Sports 2
- TNT Sports 3
- TNT Sports 4 — запущен 9 июня 2015 года на базе существовавшего ранее канала ESPN UK. В июле 2023 провёл ребрендинг и отказался от бренда ESPN.
- TNT Sports Ultimate — запущен 1 августа 2015 года. Вещание осуществляется в формате 4K.
- BT Sport Showcase — запущен 1 августа 2015 года. Бесплатный канал. Закрыт 30 июня 2018 года.
- TNT Sports Extra — пакет из 7 дополнительных каналов. Предназначен исключительно для прямых трансляций.
- TNT Sports Box Office

## Трансляции

### Футбол
- Английская Премьер-лига
- Кубок Англии
- Национальная Конференция
- Трофей Футбольной ассоциации
- Молодёжный кубок Англии
- Суперкубок Англии
- Чемпионат Шотландии
- матчи молодёжной сборной Англии
- Бундеслига
- Вторая Бундеслига
- Кубок Германии
- Суперкубок Германии
- Лига 1
- Кубок Франции
- Лига чемпионов
- Лига Европы
- Суперкубок УЕФА
- Кубок Либертадорес
- А-лига
- Женский чемпионат Англии

### Баскетбол
- НБА
- Евролига
- NCAA

### Регби
- Чемпионат Англии
- Кубок европейских чемпионов
- Европейский кубок вызова

### Автоспорт
- Чемпионат мира по ралли
- IndyCar
- V8 Supercars
- Мировая серия Рено
- DTM
- Blancpain Endurance Series
- Blancpain Sprint Series
- International GT Open
- Британская Формула-3
- Формула-4
- Европейская серия Ле-Ман
- НАСКАР
- Европейская Формула-3
- SuperStars Series
- United SportsCar Championship
- NHRA

### Мотоспорт
- MotoGP

### Теннис
- WTA

### Бейсбол
- МЛБ

### Американский футбол
- NCAA
- Канадская футбольная лига

### Австралийский футбол
- АФЛ

### Смешанные единоборства
- UFC

### Бокс
- World Series Boxing

### Крикет
- Карибская Премьер-лига

### Лакросс
- MLL

### Дартс
- Чемпионат мира BDO

### Мультиспортивные соревнования
- Европейские игры
- X Games